# ダナ・クンツェ
ダナ・クンツェ(英語: Dana Kunze)は、アメリカ合衆国の高飛び込み選手。52.4mからダイブしたことがあり、最も高いところからダイブした世界記録を保持している。彼が13歳である1974年から競技を開始し、初出場の世界選手権となった1977年の世界選手権で優勝、以後の7年間にわたり連覇を続けた。現在は高飛び込みショーの会社を経営している。